# 1916. január 8-ai csata
A Fekete-tengeren 1916. január 8-án vívott tengeri ütközet az orosz Imperatrica Jekatyerina Velikaja csatahajó és a Goeben (Yavuz Sultan Selim) csatacirkáló között zajlott. Rövid tűzharc után a török zászló alatt hajózó Goeben kivált a harcból és visszavonult.

## A csata
1916. január 8-án a Goeben csatacirkálónak Zonguldakhoz érkezve kellett volna biztosítania a rakomány nélkül közlekedő, 4400 BRT hajóterű Carmen szénszállító érkezését. Azonban aznap kora reggel a szénszállítót elfogták a Pronzitelnij és Lejtenant Sesztakov rombolók a Kirpen sziget közelében. A Boszporuszhoz visszatérőben a Goeben észlelte a két rombolót és üldözőbe vette őket. Az orosz rombolók visszavonultak és rádión figyelmeztetést adtak le az újonnan elkészült Imperatrica Jekatyerina II csatahajónak, mire az a sebességét fokozva igyekezett a rombolók segítségére sietni.
Az Imperatrica Jekatyerina II 18 500 m távolságból nyitott tüzet a 305 mm-es ágyúiból és ezzel délnyugatra való kitérésre kényszerítette a Goebent. Az orosz csatahajó 96 nehézgránátot lőtt ki, de találatot nem ért el, bár több a célponthoz közel becsapódó lövedékének repeszei okoztak kisebb károkat. A Goeben 60 lövedéket lőtt ki, de a 28 cm-es német ágyúk nem érték el az orosz csatahajót és ezért 30 perc után visszavonult a harctól.  Az oroszok megpróbálták üldözőbe venni a Goebent, de az gyorsabb volt náluk és sikeresen el tudott szakadni az üldözőjétől.

## A csata után
Ez az összecsapás volt az egyetlen csata dreadnought-típusú hadihajók között a Fekete-tengeren. Habár csak kisebb konfrontáció volt, megerősítette Oroszország haditengerészeti fölényét a Fekete-tengeren és jelentős fejtörést okozott Souchon tengernagynak, a török flotta német főparancsnokának. Az oroszok egyértelműen fölényben voltak a cirkálók, rombolók, torpedónaszádok terén és immár a Goeben jelentette török-német dreadnought-fölény is szertefoszlott az Imperatrica Jekatyerina II szolgálatba állításával. Ezt követően az orosz haditengerészeti fölény állandósult a Fekete-tengeren és a Goeben a tevékenységét a Dardanellák vizeire tette át.

## Fordítás
- Ez a szócikk részben vagy egészben  az   Action of 8 January 1916 című angol Wikipédia-szócikk ezen változatának fordításán alapul.  Az eredeti cikk szerkesztőit annak laptörténete sorolja fel. Ez a jelzés csupán a megfogalmazás eredetét és a szerzői jogokat jelzi, nem szolgál a cikkben szereplő információk forrásmegjelöléseként.